# Nefersetech
Nefersetech (auch Nefer-Setech geschrieben) war ein hoher altägyptischer Beamter des Frühen oder Alten Reiches. Er wurde durch die Nennung des Gottes Seth in seinem Namen bekannt.

## Identität
Nefersetech wurde durch die Nennung des Gottes Seth in seinem Namen bekannt. Sein Name wird mit „Seth ist gnädig“ übersetzt, da das ägyptische Zeichen Nefer (Gardiner-Zeichen F35) in Verbindung mit Gottheiten und deren Namen „gütig“ oder „gnädig“ bedeutet. Als einziger Titel ist der eines „Wab-Priester des Königs“ überliefert. Über Familie und sonstige Ämter ist nichts bekannt.

## Belege
Aus Helwan stammt eine Grabplatte mit Opfertischszene aus poliertem Kalkstein, auf der Nefersetech als Verstorbener an einem Opfertisch sitzend dargestellt ist. Er trägt ein hautenges Gewand, das an seiner Schulter zusammengeknotet ist. Nefersetech blickt nach rechts, sein Name befindet sich in einer langen Zeile über seinem Kopf. Rechts vom Opfertisch sind die Opferspeisen (Geflügel, Zwiebeln, Lattich und Brot), Bier- und Weinkrüge, Grabbeigaben (hauptsächlich Weihrauch und Duftöle) sowie kostbare Stoffe und Kleider aufgelistet.

## Datierung
Ägyptologen wie Toby Wilkinson und Christiana Köhler nehmen an, dass Nefersetech während der zweiten Hälfte der 2. Dynastie amtierte, zu einer Zeit, als Seth besondere Popularität genoss. Sein Name wird als ein wichtiger Beleg dafür angesehen, da dieser direkt mit der Gottheit verknüpft ist. Andere Forscher, wie zum Beispiel Jochem Kahl und Katrin Scheele, tendieren stärker dazu, Nefersetechs Amtszeit in die frühe 3. Dynastie zu datieren. Grund hierfür sind unter anderem bestimmte Schreibweisen in seiner Steleninschrift für kostbare Kleiderstoffe und deren Maße, wie sie erst mit Beginn der 3. Dynastie sicher belegt sind.